# Wodajo Bulti
Wodajo Bulti, né le 11 mars 1957, est un athlète éthiopien, spécialiste des courses de fond. 

## Biographie
Il remporte quatre titres de champion du monde de cross, par équipes, de 1982 à 1985, et obtient par ailleurs la médaille de bronze en individuel en 1985.
Sur piste, il décroche trois titres de champion d'Afrique, sur 5 000 mètres en 1982 et 1985, et sur 10 000 mètres en 1985. Lors de cette saison, il remporte pour l'équipe d'Afrique l'épreuve du 10 000 m de la coupe du monde des nations, à Canberra en Australie.

### Records
| Épreuve  | Performance    | Lieu     | Date              |
| -------- | -------------- | -------- | ----------------- |
| 5 000 m  | 13 min 7 s 29  | Rieti    | 16 septembre 1982 |
| 10 000 m | 27 min 29 s 41 | Helsinki | 2 juillet 1987    |